# Hysni Milloshi
Hysni Milloshi (ur. 26 stycznia 1946 we wsi Macukull okręg Mat, zm. 25 kwietnia 2012 w Tiranie) – albański komunista, wojskowy i poeta.

## Życiorys
Ukończył średnią szkołę wojskową Skenderbej w Tiranie, a następnie studiował w Wyższej Szkole Oficerskiej im. Envera Hodży. Po ukończeniu szkoły został skierowany do Szkodry, gdzie pracował jako sekretarz organizacji młodzieżowej w miejscowym garnizonie. Ze Szkodry został skierowany do Tirany, gdzie studiował na Wydziale Prawa Uniwersytetu Tirańskiego, a jednocześnie kierował czasopismem Studenti. W tym czasie pisał do prasy wojskowej, a jednocześnie tworzył utwory poetyckie i opowiadania o tematyce propagandowej.
Należał do Albańskiej Partii Pracy. Po jej rozwiązaniu 12 lutego 1991 w Beracie powołał do życia Związek Aktywistów Enver Hodża (Bashkimi e Aktivistëve Vullnetar "Enver Hoxha"), której celem była obrona dorobku i dziedzictwa okresu komunistycznego. W 1991 wspólnie z Maksimem Hasanim organizował struktury Komunistycznej Partii Albanii, która miała być kontynuatorką Albańskiej Partii Pracy. Został aresztowany za swoją działalność, ale wkrótce opuścił więzienie. Od 1998 po zniesieniu zakazu funkcjonowania partii komunistycznych KPA mogła rozpocząć działalność legalną. W 2011 wziął udział w wyborach na burmistrza Tirany, zdobywając 1400 głosów. Zmarł w kwietniu 2012 w szpitalu w Tiranie wskutek niewydolności oddechowej.
Pozostawił po siedem tomików poezji, a także powieść historyczną. Teksty utrzymane w konwencji socrealistycznej odwołują się do przeszłości Albanii, gloryfikując bohaterów narodowych, w tym także zaliczanego przez Milloshiego do tego grona Envera Hodżę.

## Twórczość
- 1971: Vatra e kuqe : poemë
- 1972: Te postblloku të pret një vajzë : vjersha dhe poemë
- 1977: Djaloshi nga Dropulli: vjersha dhe poema
- 1985: Kasollja e Galigatit (poezja)
- 1990: Me dëborën mbi supe (poezja)
- 1998: Shqiptari i madh Enver Hoxha (Wielki Albańczyk Enver Hoxha)
- 2001: Gjenerali legjendar: roman historik (Legendarny generał, powieść historyczna)
- 2004: Fjalët e dlira : lirika
- 2007: Adtheu: poema (Ojczyzna)
- 2010: 100 vjet : (100 vjetori i lindjes së Enver Hoxhës)
- 2011: Enveri i madh (Wielki Enver)
- 2012: Legjenda e kuqe : poemë (Czerwona legenda)